# Tayikistán en los Juegos Paralímpicos de Pyeongchang 2018
Tayikistán estuvo representado en los Juegos Paralímpicos de Pyeongchang 2018 por un deportista masculino. El equipo paralímpico tayiko no obtuvo ninguna medalla en estos Juegos.